# Тютерев, Игорь Анатольевич
Игорь Анатольевич Тютерев (укр. Ігор Анатолійович Тютєрєв; род. 19 июня 1971) — советский и украинский футболист, вратарь. Украинский футбольный судья.
На профессиональном уровне провёл одну игру — 14 ноября 1988 года в составе «Днепра» (Днепропетровск) в домашнем матче против «Динамо» (Минск) (4:3). «Днепр» к тому времени уже обеспечил себе золотые медали чемпионата, основной состав улетел на международный турнир в Марокко, и в последней игре выступали дублёры.
В сезоне 1993/94 играл за любительский украинский клуб «Металлург» (Новомосковск). Провёл один матч в Кубке Украины — в игре 1/64 против «Ворсклы» (1:2) соперник не забил два пенальти. Выступал за любительский клуб «Дружба» / «Дружба-Элеватор» / «Дружба — Хлеб Украины» из поселка Магдалиновка (1994/95 — 1998).
В 2000—2008 годах работал судьёй в низших украинских лигах.